# Hala Gorani

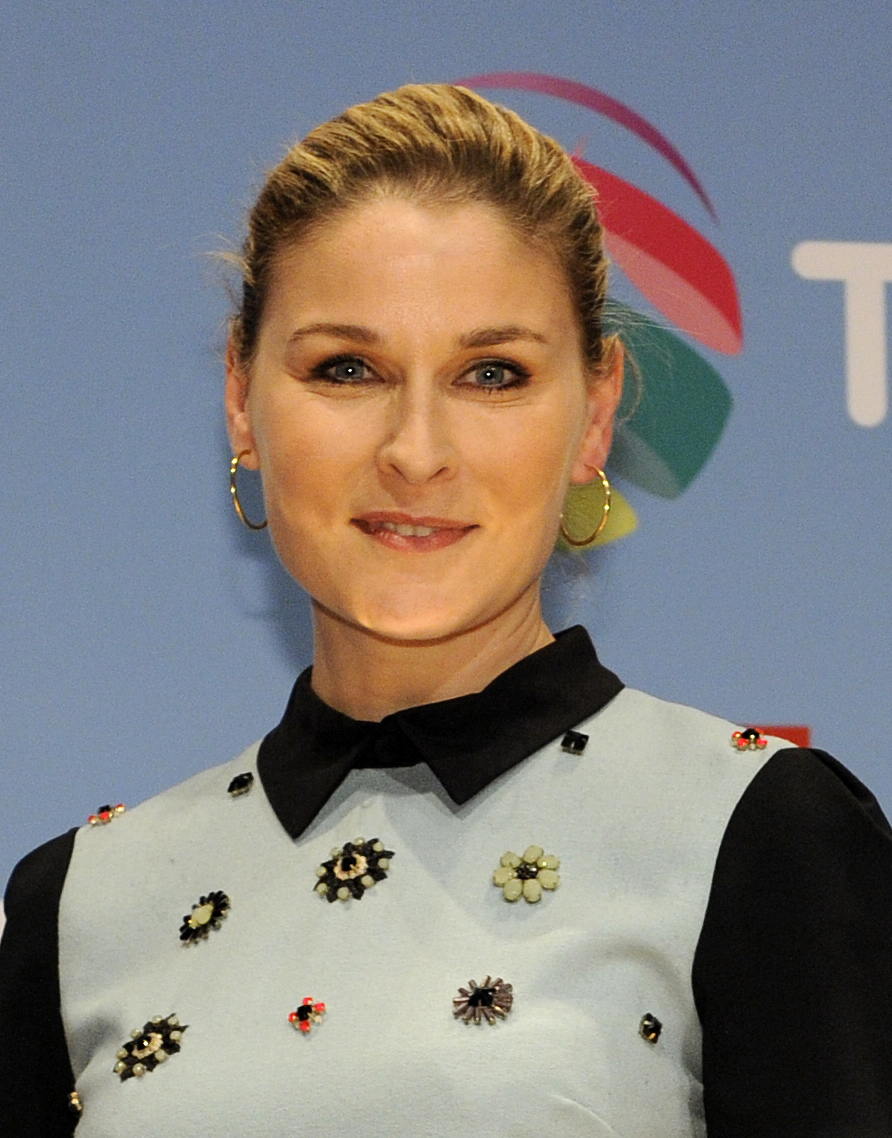
Hala Gorani

Hala Basha-Gorani (* 1. März 1970 in Seattle, Washington) ist eine syrisch-amerikanische Journalistin, die  bis 2022 als Nachrichtenmoderatorin und Reporterin für CNN International tätig war.

## Leben
Gorani wuchs in Washington, D.C., Algerien und Paris als Tochter syrischer Einwanderer auf. Anschließend studierte sie Ökonomie an der George Mason University nahe Washington D.C. sowie Politologie am Sciences Po in Paris. Gorani begann ihre journalistische Karriere zunächst als Reporterin bei der französischen Tageszeitung La Voix du Nord sowie bei der Nachrichtenagentur AFP, bevor sie 1994 zum zweitgrößten französischen Fernsehsender France 3 wechselte. Nach einer kurzen Zwischenstation bei Bloomberg Television in London schloss sie sich 1998 dann dem amerikanischen Nachrichtensender CNN an.
Schnell entwickelte sich Gorani zur Spezialistin für den Nahen Osten und berichtete unter anderem aus Saudi-Arabien, Syrien, Ägypten, dem Libanon sowie dem Irak. In den Jahren 2002, 2007 und 2012 berichtete sie live über die französische Präsidentschaftswahl.
Seit Februar 2014 moderiert Hala Gorani ihre eigene Sendung The World Right Now with Hala Gorani. Vorher moderierte sie die Sendung International Desk. Am 6. November 2017 wurde  The World Right Now durch Hala Gorani Tonight ersetzt, die von Gorani wie zuvor um 21.00 Uhr MEZ moderiert wird.
Hala Gorani spricht fließend Englisch, Französisch und Arabisch. 
Seit 2015 ist Gorani mit dem ebenfalls für CNN tätigen deutschen Journalisten Christian Streib verheiratet.